# Anastasija Orłowa
Anastasija Michajłowna Orłowa (ros.: Анастасия Михайловна Орлова; ur. 6 czerwca 1986 w Barnaule) – rosyjska siatkarka grająca jako środkowa.
Obecnie występuje w drużynie Omiczki Omsk.

## Kariera
| Klub                  | Kraj  | Od        | Do        |
| --------------------- | ----- | --------- | --------- |
| Zabajkałka Czyta      | Rosja | 2003–2004 | 2004–2005 |
| Omiczka Omsk          | Rosja | 2005–2006 | 2010–2011 |
| Sparta Niżny Nowogród | Rosja | 2011–2012 | 2011–2012 |
| Omiczka Omsk          | Rosja | 2012–2013 | …         |